# Schmalspurige Kleinlokomotiven der Deutschen Reichsbahn
Die Deutsche Reichsbahn bewältigte den Verkehr auf Schmalspurstrecken überwiegend mit Dampflokomotiven. Für spezielle Aufgaben wurden aber auch Diesellokomotiven eingesetzt, allerdings handelte es sich nur um gebraucht übernommene oder umgebaute Lokomotiven.
Lokomotiven mit Spurweite 750 mm erhielten die Bezeichnung Kö 6001ff., Meterspurlokomotiven Kö 6501ff. Nach 1970 erhielten sie ohne Unterscheidung der Spurweite die Baureihenbezeichnung 100, die für alle Kleinlokomotiven galt, mit Ordnungsnummern ab 901ff. Wegen Verwechslungsgefahr wurden 1973 die schmalspurigen Diesellokomotiven in Baureihe 199 umgezeichnet. Ab 1992 wurde daraus die Baureihe 399, hier war die Spurweite wieder aus der Ordnungsnummer ablesbar: Loks mit 1000 mm Spurweite kamen in die Unterbaureihe 399.1, Loks mit 600 mm Spurweite in 399.6 und mit 750 mm Spurweite in die Unterbaureihe 399.7.

## 1949–1970

### HF 130 C
Siehe Heeresfeldbahnlokomotive HF 130 C
Zwei ehemalige dreiachsige Heeresfeldbahnloks vom Typ HF 130 C wurden von der DR für verschiedene 750 mm Schmalspurstrecken aufgearbeitet. Sie bekamen die Nummern Köf 6001 und 6003, erstere war in Dahme, die letztere in Nauen eingesetzt.
Nach Abbau der Nauener Strecke kam sie 1963 auch nach Dahme, nach der dortigen Stilllegung 1965 wurden beide Lokomotiven nach Rügen umgesetzt. Die Köf 6001 (ab 1970: 100 901 und ab 1973: 199 001) wurde 1985 ausgemustert, die andere (ab 1970: 100 902 und 1973: 199 002), zuletzt bei DR sogar noch als 399 703 geführt, ist auch heute noch und wieder unter ihrer alten Nummer Kö 6003 im Einsatz.

### BMAG FD 80
Diese Lok vom Typ FD 80 mit der Spurweite 750 mm wurde 1936 an die Kleinbahnen des Kreises Jerichow I geliefert.
Sie hatte drei mit Kuppelstangen verbundene Achsen und ein mittig angeordnetes Führerhaus, auf der einen Seite war der Motor, auf der anderen das mechanische Vierganggetriebe, das auf eine der Achsen wirkte. Sie war vorrangig als Rangierlok im Bahnhof Burg eingesetzt.
Bei der Reichsbahn erhielt sie die Nummer Kö 6002. 1962 wurde sie ausgemustert.

### Kö 6004
Eine zweiachsige ehemalige Grubenlokomotive aus Heeresfeldbahnbeständen, gebaut 1944 bei Klöckner-Humboldt-Deutz, die nach dem Krieg in Dahme abgestellt war, wurde 1959 im Raw Dessau für den Betrieb hergerichtet. Vor allem erhielt sie ein größeres Führerhaus. Über ein Rädergetriebe und Rollenketten wurden die Achsen angetrieben. 1967 wurde sie nach Pretzien an die Ballerstedt-Transport KG verkauft, wo sie noch bis 1980 Kieszüge transportierte.

### LKM Typ Ns 3
Der Lokomotivbau Karl Marx Babelsberg baute in den fünfziger Jahren Diesellokomotiven für Werk- und Feldbahnen, die auch für verschiedene (Schmal-)Spurweiten geeignet waren (s = Schmalspur). Vom Typ Ns 3 wurden die ersten Maschinen 1952 ausgeliefert. Insgesamt wurden 280 Lokomotiven dieses Typs gebaut. Der Antrieb der Lok erfolgte mittels eines mechanischen dreistufigen Rädergetriebes mit Reibungskupplung über eine zwischen den Achsen liegende Blindwelle und Stangen auf die Achsen.
Die Maschinen waren mit einem wassergekühlten Vierzylinder-Viertakt-Dieselmotor mit 60 PS Nennleistung ausgestattet.
Sie verfügten über einen Außenrahmen, der Antrieb erfolgte mechanisch über ein dreistufiges Getriebe und einen Wendegetriebe. Über eine Blindwelle werden mit einer Kuppelstange die Achsen angetrieben, Treib- und Kurbelzapfen sitzen außerhalb des Rahmens.
Eine Lokomotive vom Typ Ns 3 mit 750 mm Spurweite gelangte nach Rügen, wo sie erst im Kreidewerk Stubben und ab 1954 bei der Rügener Bahnen als Kö 6005 im Rangierverkehr eingesetzt wurde. Mit der Einstellung des Güterverkehrs wurde sie etwa 1970 abgestellt.
Zwei meterspurige Exemplare dieses Typs, ursprünglich für die Sowjetarmee gebaut, kamen 1965 zur Industriebahn Halle, wo sie im Verschub zu den Gleisanschlüssen eingesetzt wurden. Sie trugen die Nummern Kö 6501 und 6502. Die erste war von 1963 bis 1965 zunächst in Barth, auf den Franzburger Strecken im Einsatz gewesen. Die technisch gleichen Lokomotiven unterschieden sich im Aussehen: Die zweite bekam gleich ein 2800 mm breites Führerhaus, damit die Sicht beim Rangieren mit Regelspurwagen besser wäre. Statt eines Puffers besaßen diese Lokomotiven einen langen Kuppelbaum, der für den Rollbockbetrieb ausreichte.
Sie wurden 1970 in 100 903 und 904, 1973 in 199 003 und 004 umgenummert. 1983/1984 wurden sie ausgemustert. Kurz vorher haben sie noch zur Unterscheidung von ihren Nachfolgern die Nummern 199 991 und 992 erhalten

## Ab 1970
Die noch vorhandenen Kleinloks Kö 6001, 6003, 6501, 6502 wurden unter der Baureihe 199.0 geführt.
Dazu kamen noch weitere Lokomotiven:

### LKM Typ Ns 4
Als leistungsstärkste Lokomotive der ersten LKM-Typenreihe besitzt sie eine Leistung von 90 PS. 1954 wurden für den Export nach Ungarn zwei Prototypen der Ns 4 gebaut. 1955 wurden 18 Lokomotiven unter der Typenbezeichnung Ns 4 a für Indonesien gebaut. Es existiert noch mindestens eine Lokomotive vom Typ Ns 4 a in Indonesien. Erst 1957 ging die Produktion mit der Ns 4 b weiter. Sie wurde von 1957 bis 1958 in 22 Stück hergestellt. Es sind in Deutschland vier Exemplare erhalten. Die drei vorgenannten Typen besitzen alle einen Außenrahmen für Spurweiten von 600 bis 760 mm. 1957 und 1959 wurden 18 Exemplare vom Typ Ns 4 c gebaut, die für Spurweiten von 900 bis 1067 mm ausgelegt war und bereits das Äußere der V 10 C hatten. Es ist kein erhaltenes Exemplar bekannt. Von der Außenrahmen-Serie des Jahres 1958 hatten bereits zwei Lokomotiven die neuen Aufbauten, wenn nicht gar alle. Ob diese Zwischenserie als Ns 4 b oder als Ns 4 c zu bezeichnen ist, ist nicht eindeutig feststellbar.
Bei der DR gab es mindestens drei Lokomotiven vom Typ Ns 4 b, von denen alle erhalten sind und deren Lebenslauf hier aufgeführt werden soll.
199 007
Vom VEB Feinspinnerei Venusberg kaufte die DR 1972 die Lokomotive mit der Fabriknummer 250029/1957 und setzte sie bis 1991 in Wilischthal auf der Werkbahn des VEB Papierfabrik Wilischthal (Schmalspurbahn Wilischthal–Thum) ein. Sie bekam die Nr. 199 007. 1992 wurde sie an die IG Preßnitztalbahn verkauft.
199 008
1957 wurde die Lokomotive mit der Fabriknummer 250027 an den VEB Kieswerk Ottendorf-Okrilla mit einer Spurweite von 600 mm geliefert. 1962 wurde sie auf 750 mm Spurweite umgespurt und kam zum VEB Zuckerfabrik Döbeln. 1970 kaufte sie der VEB Gießerei und Maschinenbau „Ferdinand Kunert“ (GISAG) Schmiedeberg und setzte sie als Lok 2 auf der Anschlussbahn des Werkes ein. 1987 kaufte sie die DR auf und setzte sie als mit der Betriebsnummer 199 008 unter anderem zum Abbau der Schmalspurbahn Wolkenstein–Jöhstadt und auf der Reststrecke der Schmalspurbahn Wilischthal–Thum zur Papierfabrik Wilischthal ein. Dort fuhr sie zum letzten Mal im Rahmen einer Fotoveranstaltung im Jahr 1991. Im Jahr 1992 wurde sie noch formal in 399 702 umgezeichnet. Sie stand zu dieser Zeit ungenutzt und ohne neue angeschriebene Nummer auf dem Bahnhof Wilischthal abgestellt. 1993 wurde sie an die Döllnitzbahn verkauft.
199 103
1957 wurde die Lokomotive 250026 mit der Fabriknummer an den VEB Schotterwerk Althüttendorf in 750 mm Spurweite geliefert. Später wurde sie an den VEB Ziegelwerk Ueckermünde verkauft und auf 600 mm umgespurt. 1983 kaufte sie die DR für die Pioniereisenbahn Berlin (heute Berliner Parkeisenbahn). Sie bekam die Bezeichnung 199 103.

### LKM V 10 C

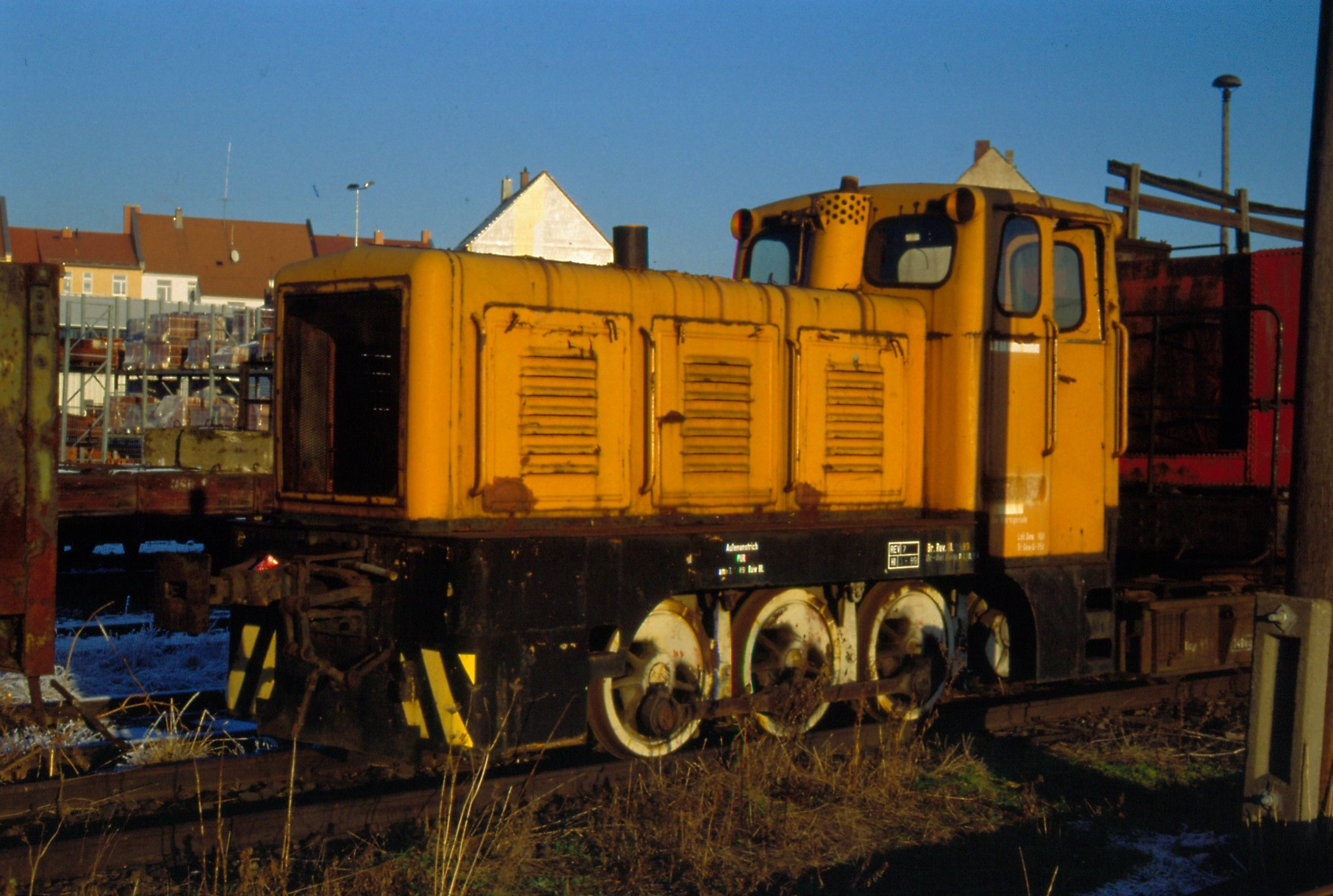
199 005 abgestellt in Nordhausen

Die Lokomotiven des Typs V 10 C wurden von LKM Babelsberg aus der Ns 4 weiterentwickelt, deren Bau 1958 eingestellt worden war. Die ersten Maschinen wurden 1959 ausgeliefert. Das Antriebskonzept wurde von der Ns 4 übernommen, der Antrieb erfolgte wieder über eine unter dem Führerhaus gelagerten Blindwelle mit Kuppelstangen auf die Achsen, wobei wieder vier Gänge vorhanden waren. Bei Fahrzeugen bis 760 mm Spurweite waren die Achsen in einen Außenrahmen, bei größeren Spurweiten in einem Innenrahmen gelagert.
Die Maschinen waren mit einem luftgekühlten Dieselmotor 6 KVD 14.5 SRL vom Dieselmotorenwerk Schönebeck mit 102 PS Leistung ausgestattet.
Zwei 1964 gebaute, meterspurige Exemplare dieses Typs, zunächst in Gotha in einem Industriebetrieb eingesetzt, kamen 1970 zur Spreewaldbahn. Dort trugen sie die Nummern 100 905 und 906, ab 1973 199 005 und 006.
1983 kamen sie zu den Harzer Schmalspurbahnen. Im Jahre 1991 wurden sie ausgemustert, erhielten aber wenigstens auf dem Papier noch die Nummern 399 112 und 113. Beide befanden sich seitdem als Dauerleihgabe bei der IG Harzer Schmalspurbahnen e.V, die ehemalige 199 006 wartet auf eine Aufarbeitung. Die ehemalige 199 005 befindet sich seit 2018 als Dauerleihgabe bei der IG Spreewaldbahn in Straupitz.
Zwei bei der Berliner Parkeisenbahn in Berlin (ehemals Pioniereisenbahn Wuhlheide) eingesetzte Loks dieser Bauart in 600-mm-Spur wurden als 199 101 und 102 in den Fahrzeugpark der DR eingereiht.

### Kö II

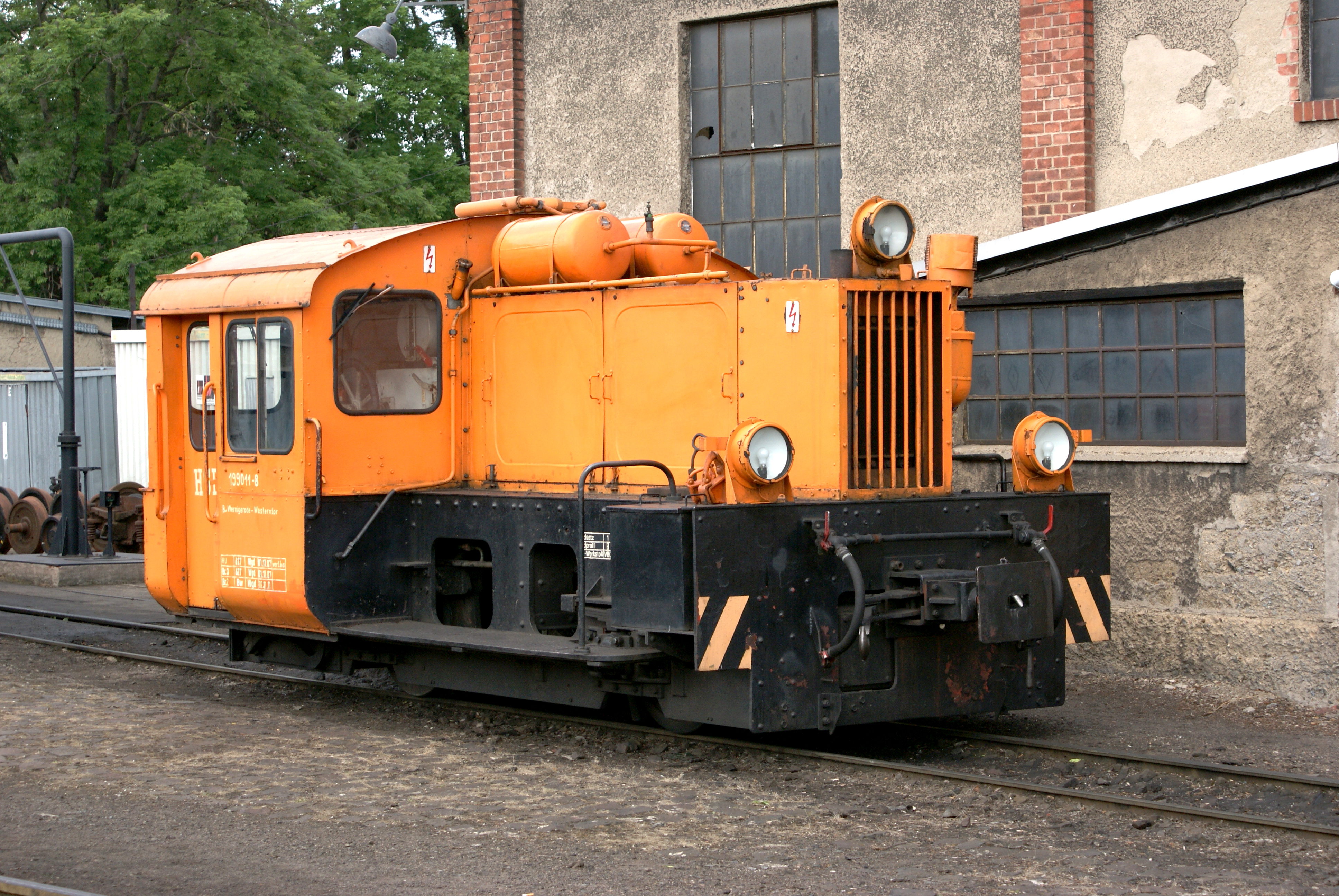
199 011 in Wernigerode

Für Rangierarbeiten auf Meterspurstrecken wurden vorhandene Lokomotiven des Typs Kö II bzw. Kb II umgespurt und umgezeichnet.
199 003IIDiese Lok wurde 1983 im Reichsbahnausbesserungswerk Halle umgespurt. Sie trug als Regelspurdiesellok die Nummer 100 128 und wurde dann 1992 in die 399 110 umgenummeriert, aber noch im selben Jahr abgestellt. Diese Lok stammte aus einer Serie von Köf-Nachbauten aus dem Reichsbahnausbesserungswerk Dessau in den Jahren 1960–1962 (Kö 4001 bis 4032).
199 004IIAuch sie wurde 1983 im Reichsbahnausbesserungswerk Halle umgespurt, zuvor trug sie die Nummer  100 287 und ab 1992 die Loknummer 399 111, wobei sie schon im selben Jahr abgestellt wurde.
Beide Lokomotiven waren Ersatz für die Ns 3 der Industriebahn Halle (Saale). Nach der Stilllegung der Industriebahn waren beide Loks jahrelang auf einem Flachwagen im Bereich des Bws Halle G abgestellt, und kamen zuletzt in den Harz, von dort gingen sie dann 2006 an die BSW Gruppe Traditionsgemeinschaft Bw Halle P e. V., Halle, zu diesem Zeitpunkt als „199 003-5“ und „199 004-3“. Die 199 003 befindet sich seit dem 13. Juni 2007 in Georgenthal bei der IG Hirzbergbahn e. V.
199 010Diese Lok wurde 1985 umgespurt und trug zuvor die Bezeichnung Kb 4325 bzw. 100 325. Sie befindet sich heute bei den Harzer Schmalspurbahnen und ist in Gernrode abgestellt. Im Jahre 1992 trug sie zeitweise die Bezeichnung 399 114.
199 011Diese Lok wurde erst 6 Jahre nach ihrer Schwesterlok 199 010 im Jahre 1991 umgespurt und trug zuvor die Bezeichnung Kö 4639 bzw. 100 639. Auch sie befindet sich heute bei den Harzer Schmalspurbahnen und war dort bis Oktober 2015 im Rangierdienst des Bws Wernigerode-Westerntor im Einsatz. Im Jahre 1992 trug sie zeitweise die Bezeichnung 399 115.
199 012Auch diese Lok wurde im Jahr 1991 auf Meterspur umgespurt, zuvor trug sie die Bezeichnung  Kb 4113 bzw. 100 213. Sie befindet sich wie ihre beiden Schwesterloks 199 010 und 199 011 bei den Harzer Schmalspurbahnen. Sie war bis 2015 im Lokschuppen Ilfeld zusammen mit der einzigen Lok der DR-Baureihe V 30 C abgestellt, nach einer Aufarbeitung ist sie seitdem im Bw Wernigerode-Westerntor wieder im Einsatz. Auch sie trug im Jahr 1992 zeitweise eine andere Loknummer, nämlich 399 116.

## Anmerkung und Einzelnachweise
Die Lokomotiven V 30 C und V 36 K wurden bei der Deutschen Reichsbahn nicht als Kleinlokomotiven geführt.
1. 1 2  Kleinlok 199 012 der Harzer Schmalspurbahnen reaktiviert. Harzer Schmalspurbahnen GmbH, archiviert vom Original (nicht mehr online verfügbar) am 22. November 2015; abgerufen am 21. November 2015.  Info: Der Archivlink wurde automatisch eingesetzt und noch nicht geprüft. Bitte prüfe Original- und Archivlink gemäß Anleitung und entferne dann diesen Hinweis.